# Здание управления Каменского чугунолитейного завода
Здание управления Каменского чугунолитейного завода — архитектурный ансамбль, расположенный в городе Каменск-Уральский, Свердловской области.
Постановлением Совета Министров РСФСР № 1327 от 30 августа 1960 года, с приложениями № 1 и № 2 присвоен статус памятника архитектуры федерального значения (единственный в городе).

## Архитектура
Ансамбль зданий расположен в северо-западном углу Соборной площади. По форме трёхчастная симметричная композиция. По центральное оси расположено главное здание, фланкированное двумя одинаковыми флигелями. Все южные фасады ведут на одну линию по оси запад-восток, по которой поставлена ограда с парами ворот по обе стороны от основного здания. Со стороны северного фасада между флигелями более низкая ограда, примерно в половину от южной. Основное здание короче флигелей по оси север-юг и одну линию с фасадами флигелей не выходит. С исторической точки зрения интересны оригинальные части конторы: основное здание и ограда. Флигели были утрачены и восстановлены позднее: в 1959 году восточный, в 1971-72 — западный. Северный флигель утрачен.
Основное здание одноэтажное прямоугольное в плане, дополненное с южного и северного фасадов ризалитами. У ризалита южного фасада в центре арочный вход с двумя узкими прямоугольными окнами по обе стороны. Стены выделены под стиль рустики с замковым камнем у входной арки. Ризалит завершает классический треугольный фронтон с гладким тимпаном и кронштейнами в карнизах. Крылья здания одинаковые, в каждом по два прямоугольных окна. Рустовка на стенах аналогичная ризалиту. Второй ярус здания формирует открытая ротонда на квадратном подиуме с восемью спаренными колоннами дорического ордера и литой оградой. На стенах подиума рустика, с арочными нишами в каждой. Ротонда увенчана сферическим куполом с яблоком и тонким шпилем-иглой. Боковые крылья имеют пологую вальмовую кровлю.
Поздняя пристройка на высоком цоколе скрывает вид дворового фасада. Фигурный фронтон с южной стороны смещён влево от центральной оси. В боковых фасадах имелось по пять оконных проёмов. Рустика на стенах такая же как на северном фасаде.
В старой части здания положена анфиладная планировка, в пристройке — смешанная. Фундамент выполнен бутовым камнем, стены сложены из кирпича с штукатуркой по обе стороны. Кровля металлическая по деревянным стропилам.
Южная ограда конторы возводилась в одно время с главным зданием. Состоит из двух ворот, примыкающих к флигелям. Ворота соединяются с главным зданием пряслами ограды с квадратными кирпичными столбиками на сплошном цоколе и кованной решёткой. Ворота состоят из двух устоев по обе стороны проезда со сквозными металлическими створками. Все устои одинаковы. В центре поставлена арочная калитка с выделенным замковым камнем. Стены устоев рустованы, завершены карнизом и ступенчатым парапетом.
Двери калиток прямоугольные, металлические, сквозные вверху и сплошные внизу. Рисунок всех решеток одинаков. Флигели ранее представляли собой крытые колоннады, выполненные в одном стиле с ротондой конторы. В XX веке они были разобраны до основания и утратили свою подлинность. Воссозданы были с грубейшими искажениями подлинников и не могут быть отнесены к памятникам архитектуры.
В настоящее время в комплексе размещён краеведческий музей.

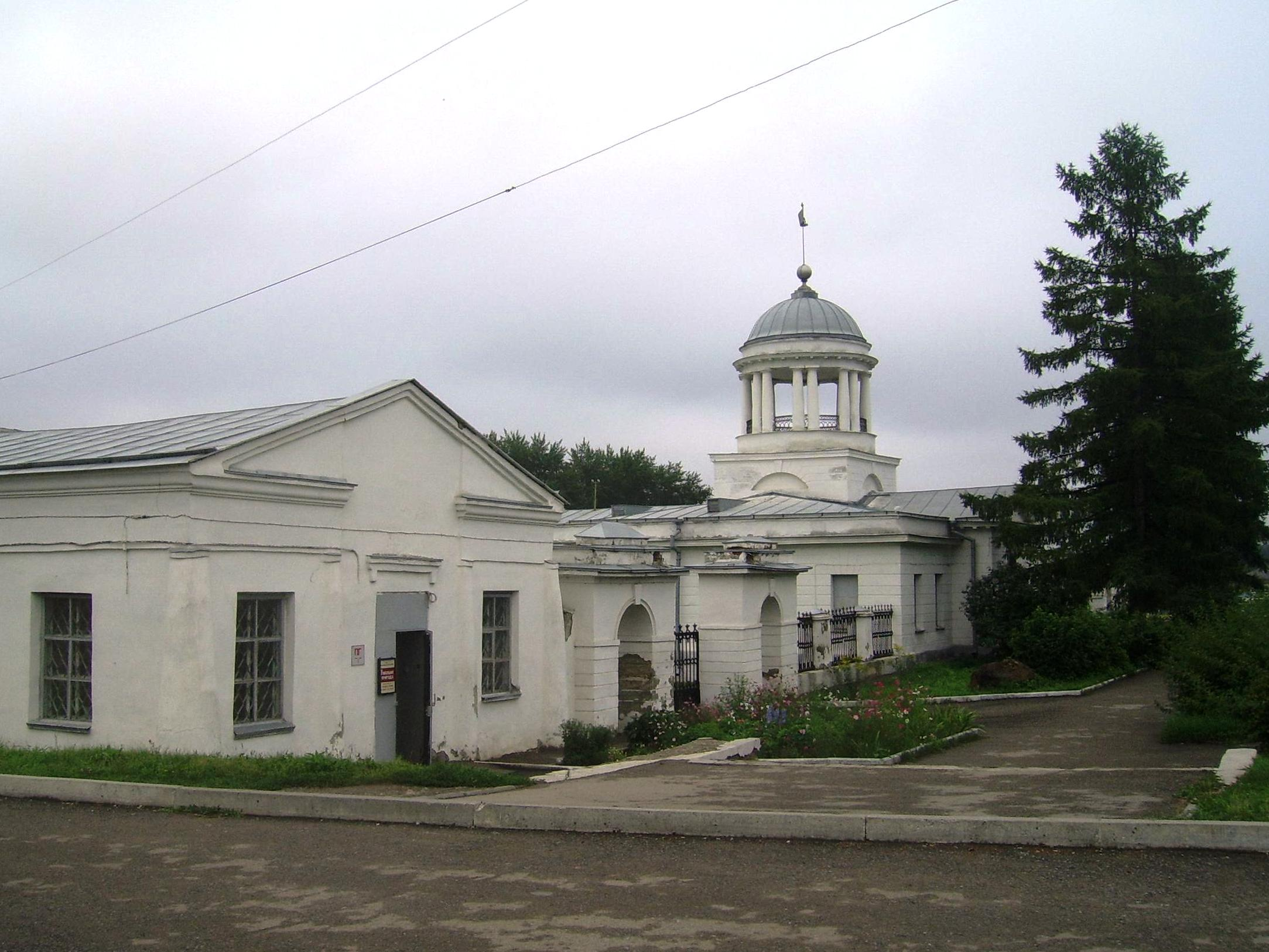
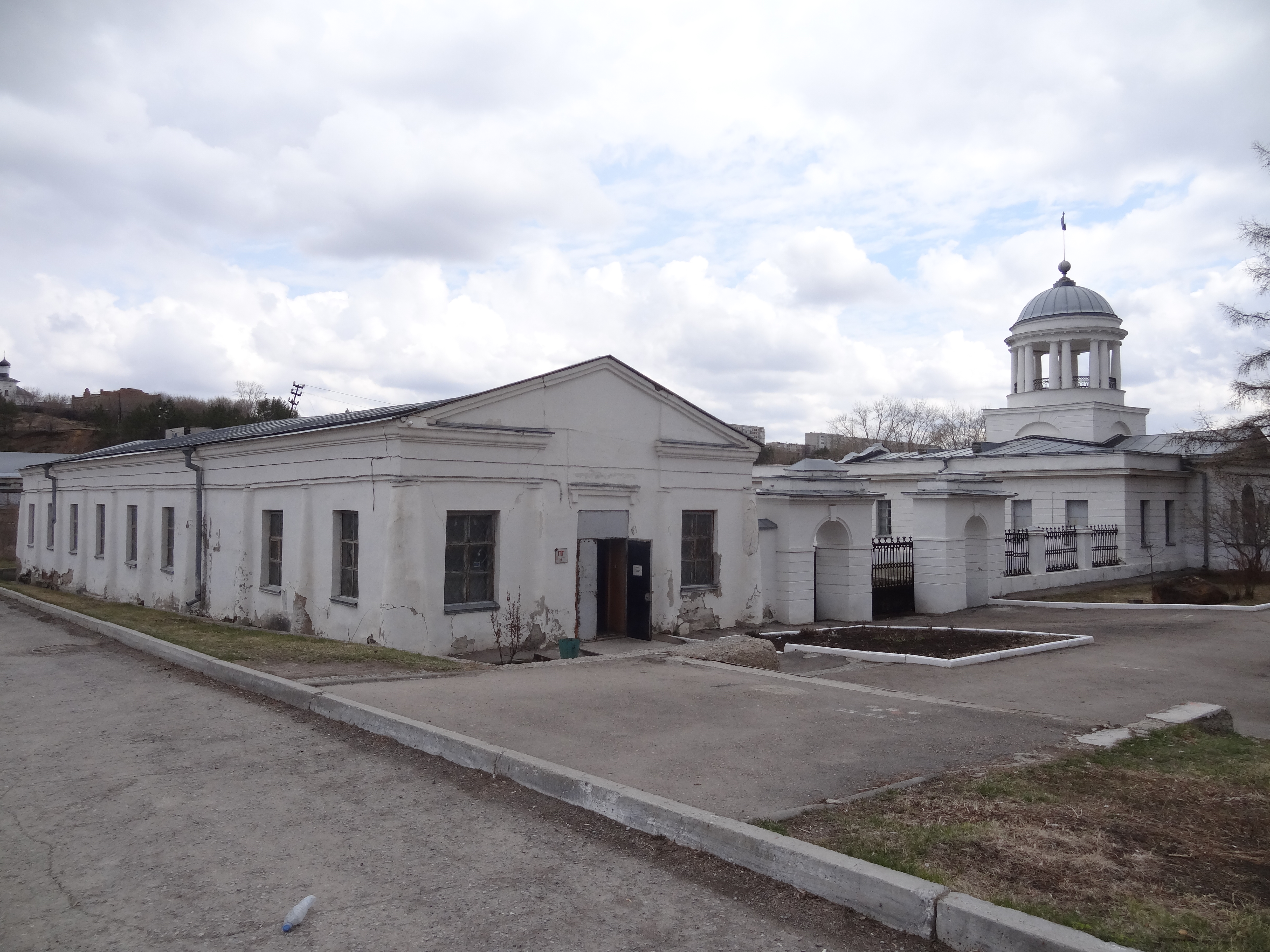
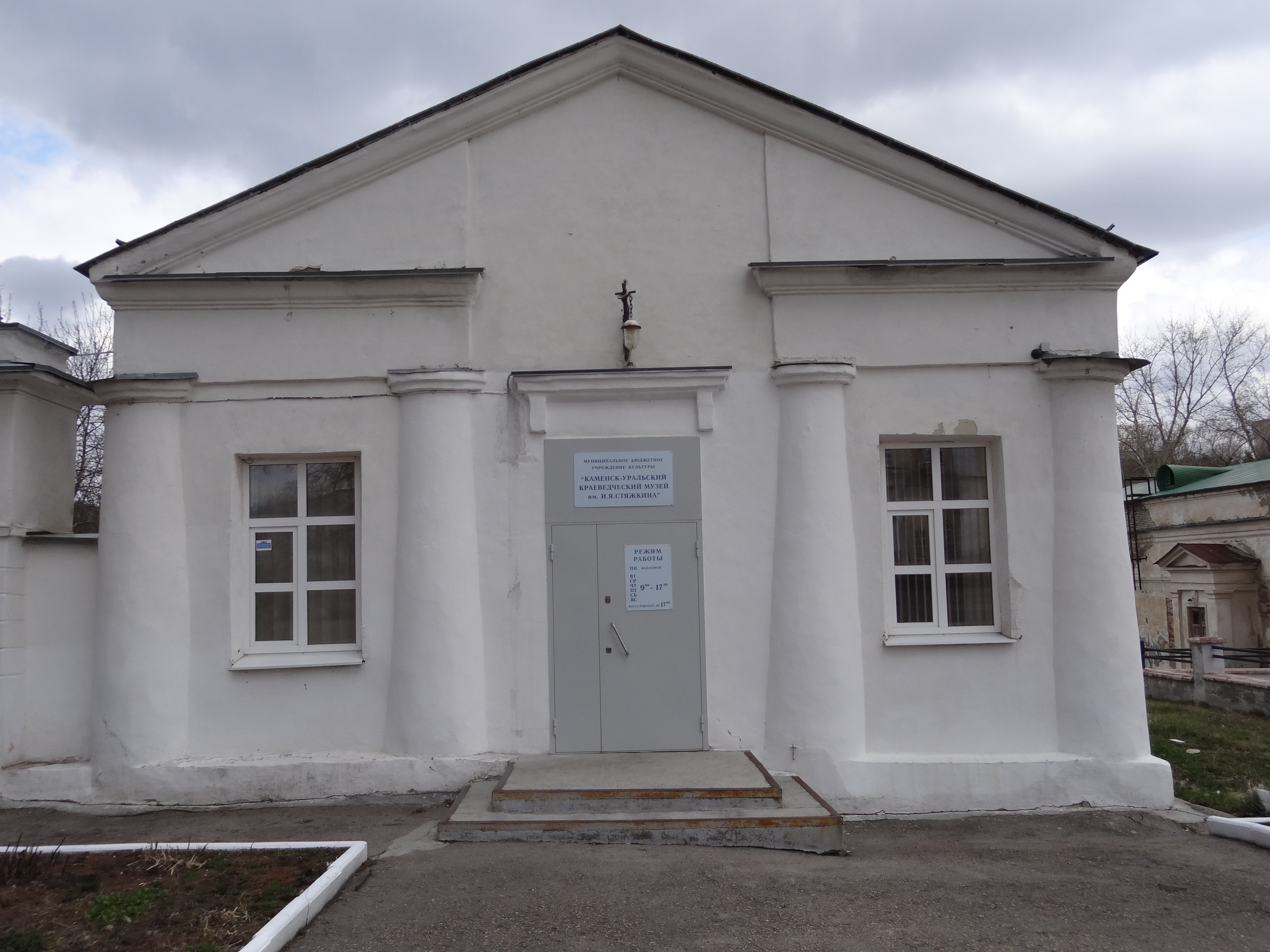
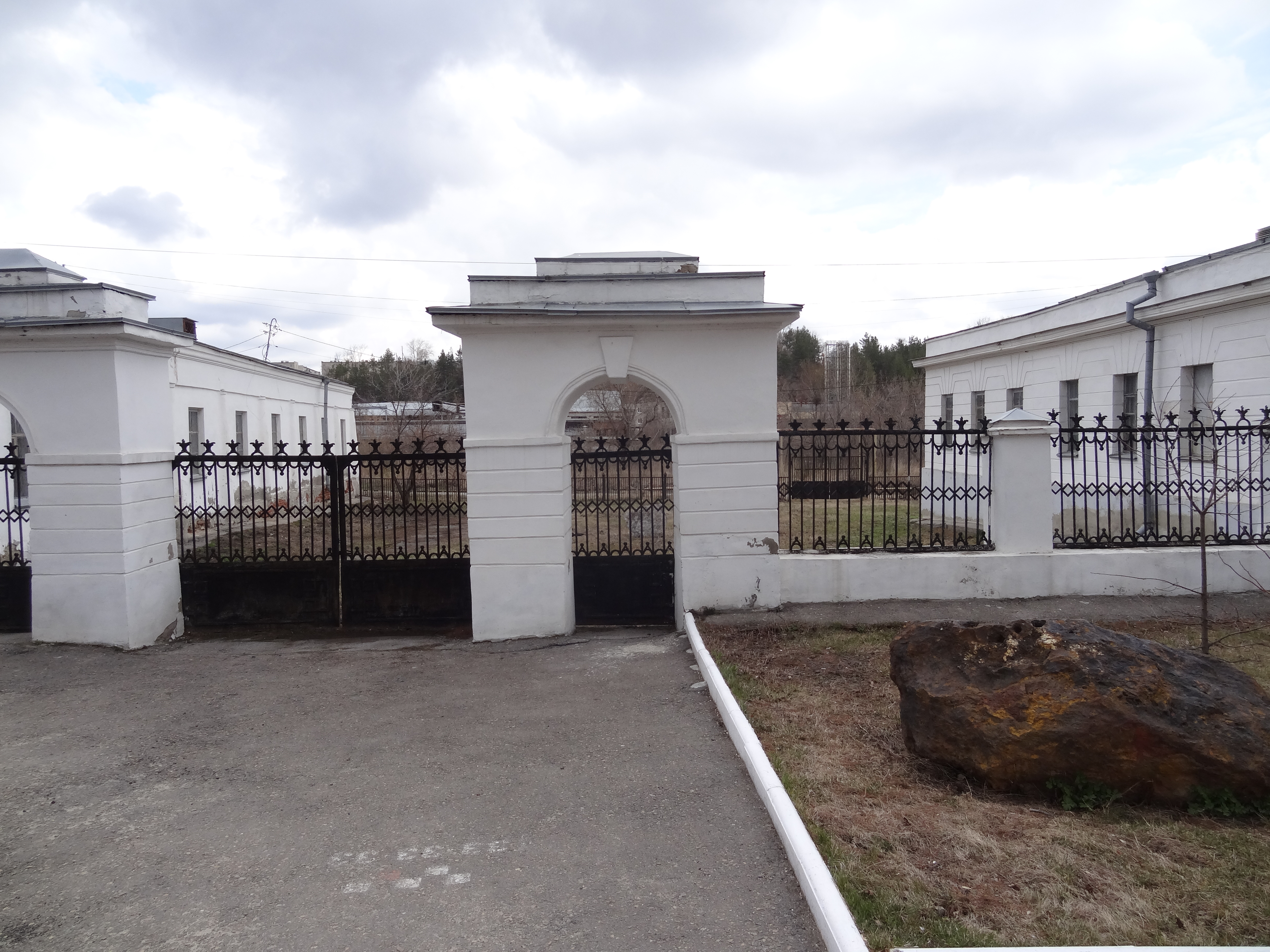
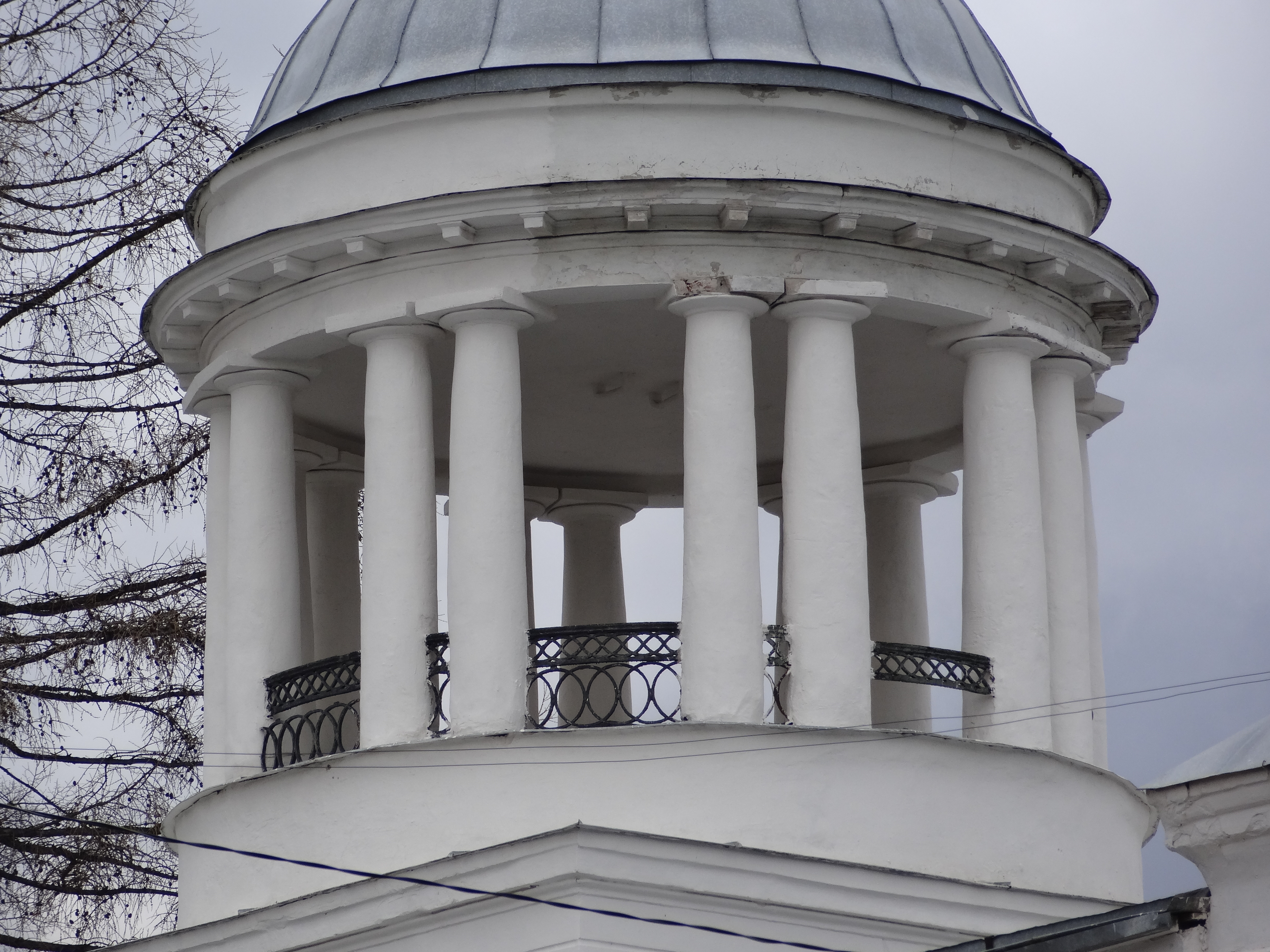
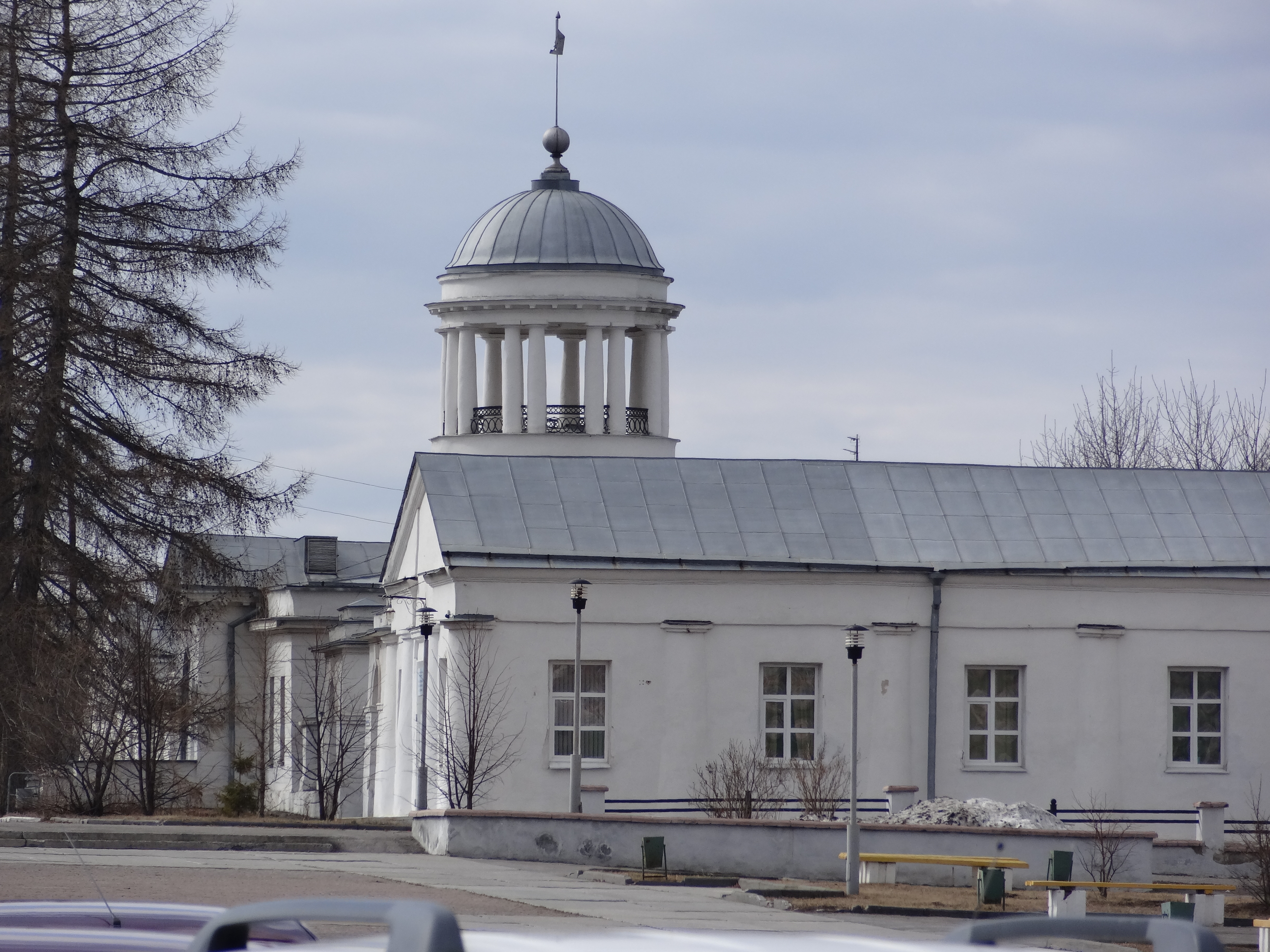
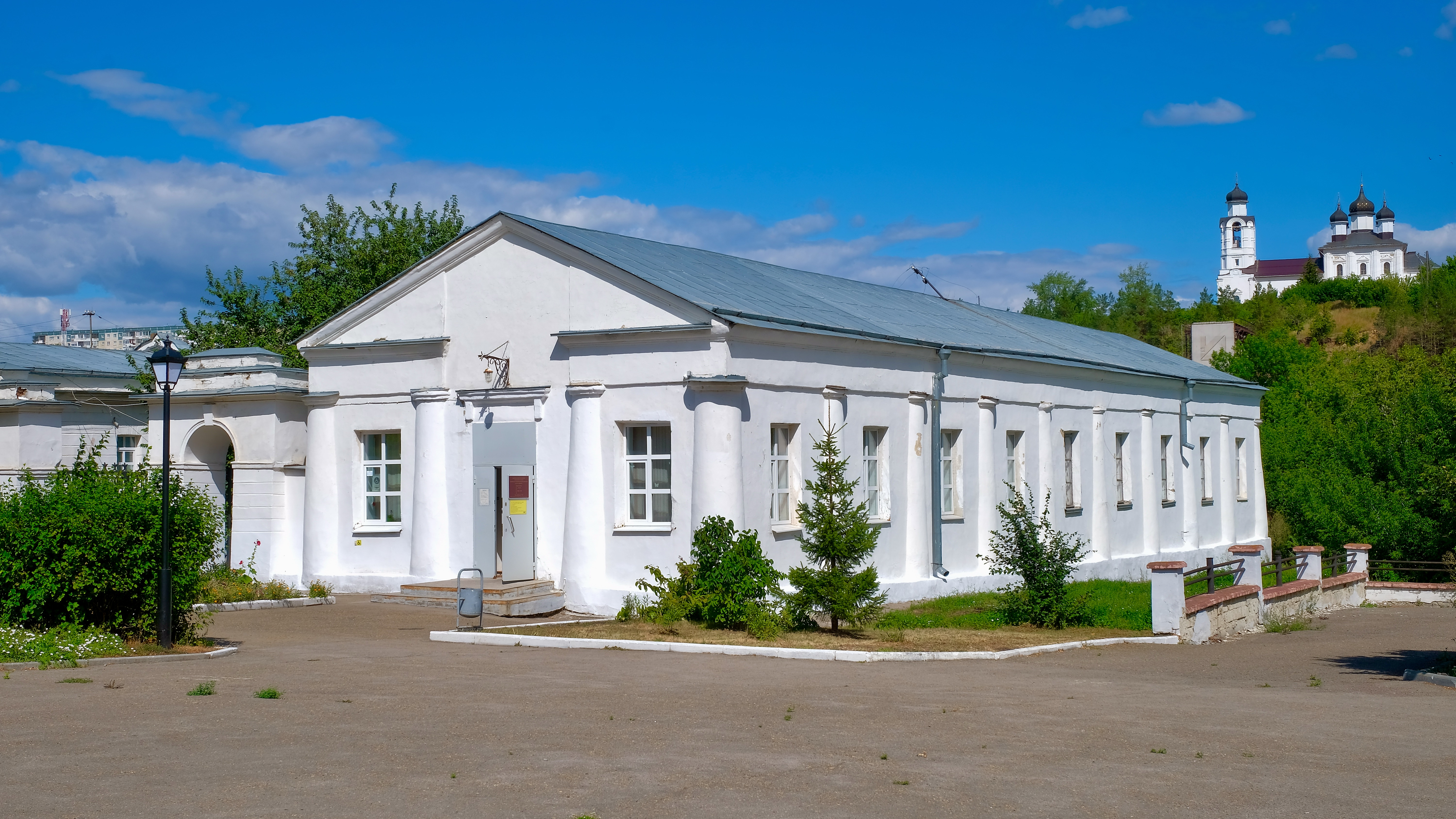